# Jorge Sepúlveda
Pour les articles homonymes, voir Sepulveda.
Jorge Sepúlveda, pseudonyme de Luis Sancho Monleón, né le 8 décembre 1917 à Valence et mort à Palma le 16 juin 1983, est un chanteur républicain espagnol de boleros et de pasodobles.

## Biographie
Luis Sancho Monleón naît dans la vieille ville de Valence.
Pendant la Guerre d'Espagne, il est sergent de l'Armée Populaire de la République. Pendant le conflit, il est mutilé de trois doigts.
Après avoir été déporté au camp de concentration d'Albatera par les nationalistes, il tente sa carrière d'artiste à Madrid, débutant dans la salle Casablanca en 1942, sous le nom de Jorge Sepúlveda sous lequel il connaît un grand succès international.

## Postérité

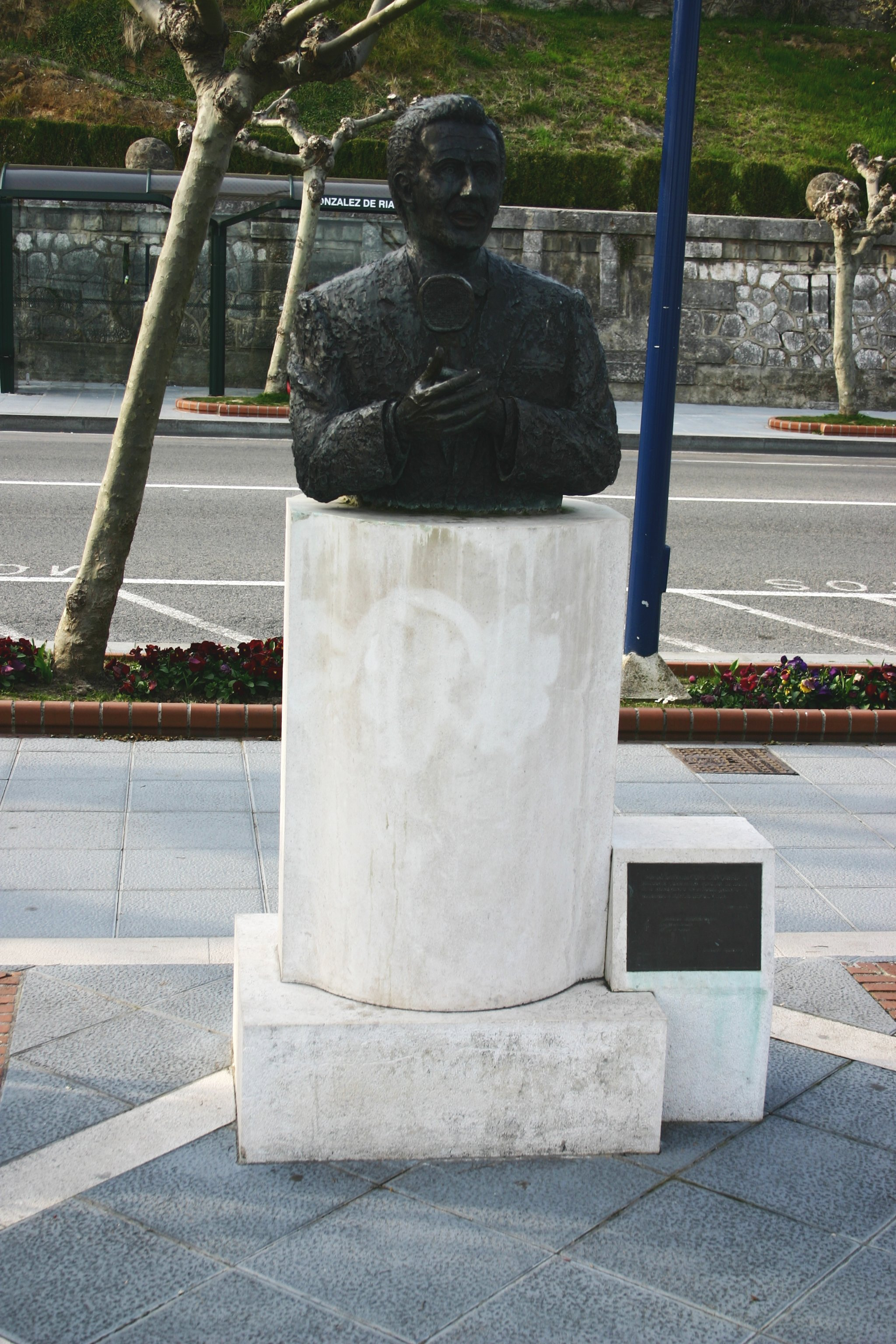
Monument à Jorge Sepúlveda (Santander).

- Une rue de Palma de Majorque porte son nom[5].
- Un monument, créé par le sculpteur Javier Soto, lui est dédié à Santander[6].